# Casa de los Canónigos (Real Sitio de San Ildefonso)
La casa de los Canónigos es un edificio del siglo XIX situado en el Real Sitio de San Ildefonso como parte del complejo del palacio homónimo.

## Historia
El edificio primitivo fue presumiblemente construido entre 1722 y 1727 con objeto de alojar al clero y personal de la colegiata real establecida en el palacio de la Granja. Contaba únicamente con dos alturas. Sufrió tres incendios en 1754, 1787 y 1808. En todas ellas, la reconstrucción del edificio fue realizada en base a la planta original. En la del año 1787, dirigida por Villanueva, le fue añadida otra altura.
Tras el incendio de 1808 y la Guerra de la Independencia, el encargado de levantar de nuevo el edificio, casi desde sus cimientos es Isidro González Velázquez en 1814. 
En 1963, el edificio fue reformado por Ramón Andrada, con destino a viviendas, uso que guarda en la actualidad.

## Descripción
El edificio se encuentra situado en una manzana inmediata al ala del palacio real de la Granja, conocido como ala de damas. Ocupa la totalidad de la manzana y cuenta con una planta cuadrangular. Cuenta con cuatro alturas: planta baja, plantas primera y segunda y mansarda. En el centro del edificio se dispone un patio, con galerías porticadas en todos sus lados y en tres de las alturas del edificio. El patio cuenta con una fuente neoclásica en el centro del mismo.

## Galería

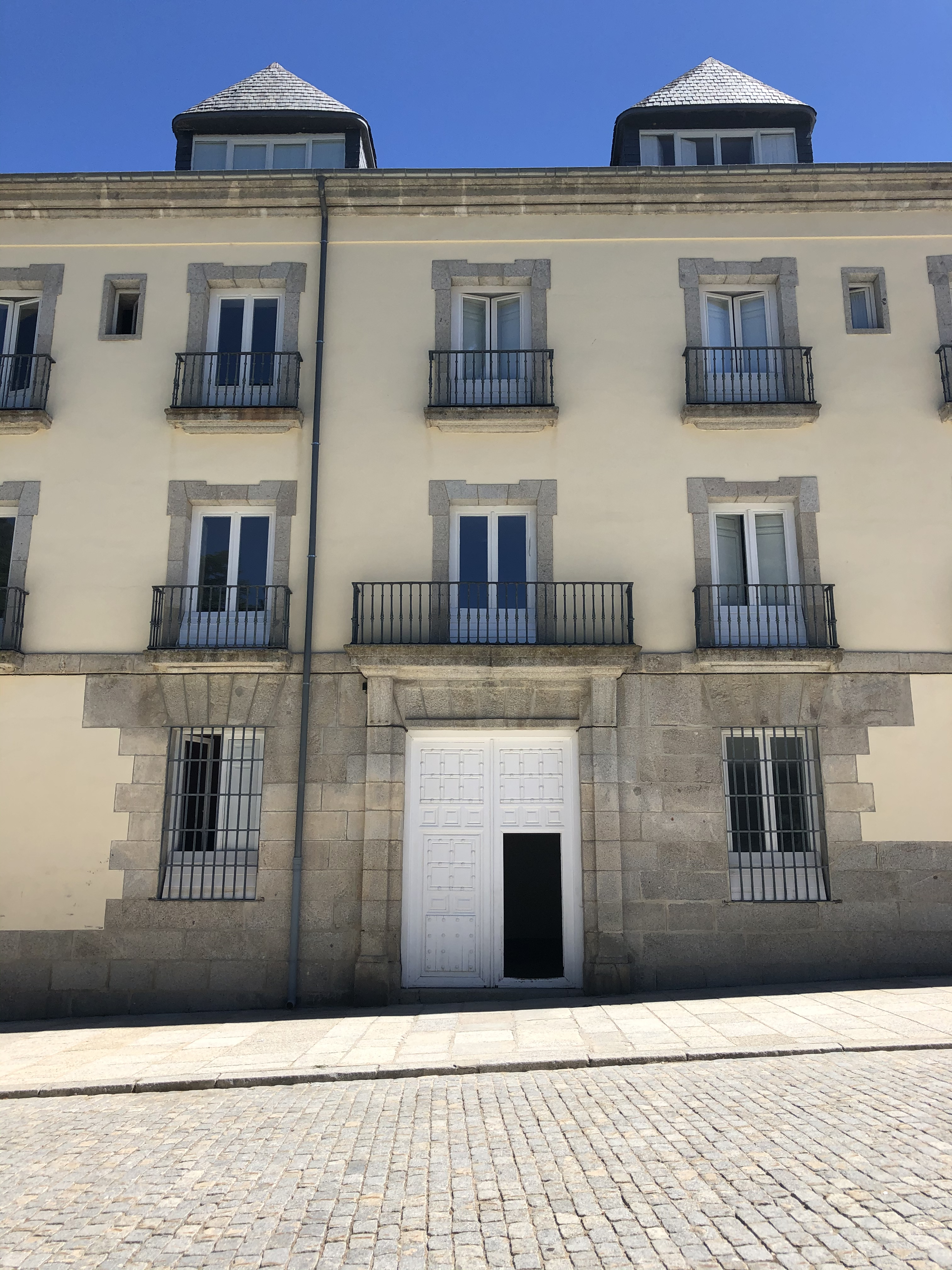
Detalle de la sección principal de la fachada sur.
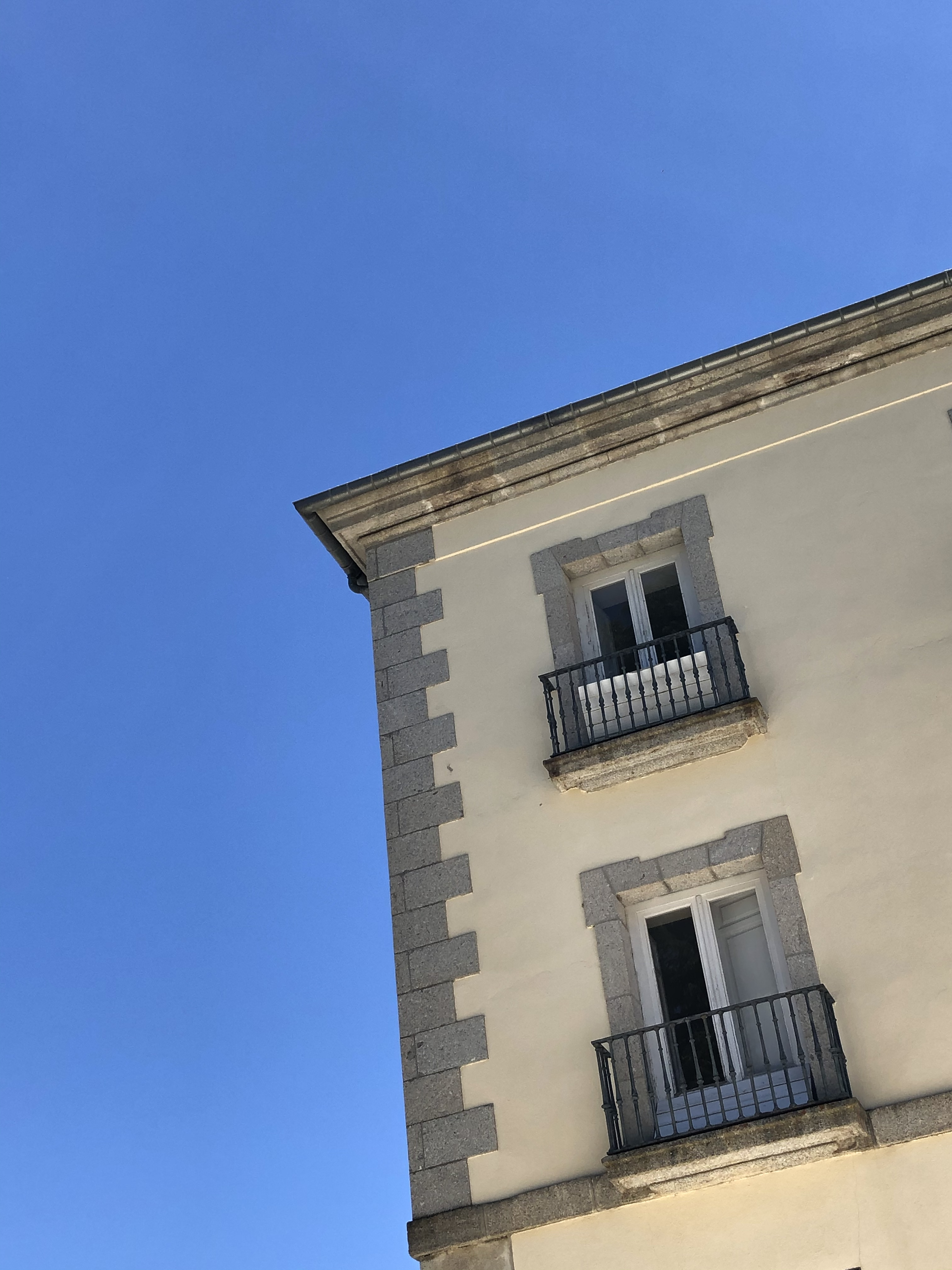
Detalle del ángulo oeste de la fachada sur.
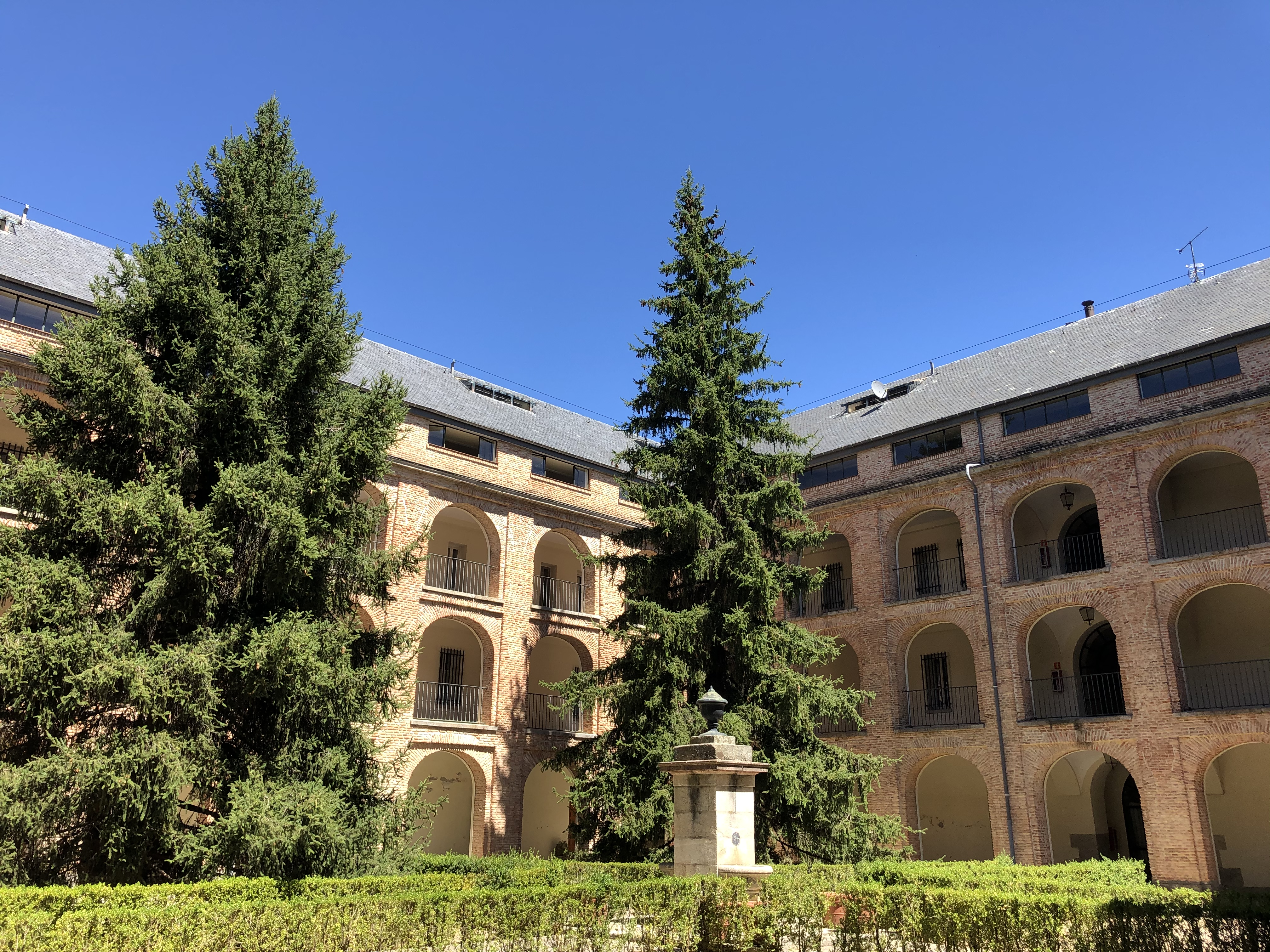
Vista general del patio desde el ángulo sur del mismo.
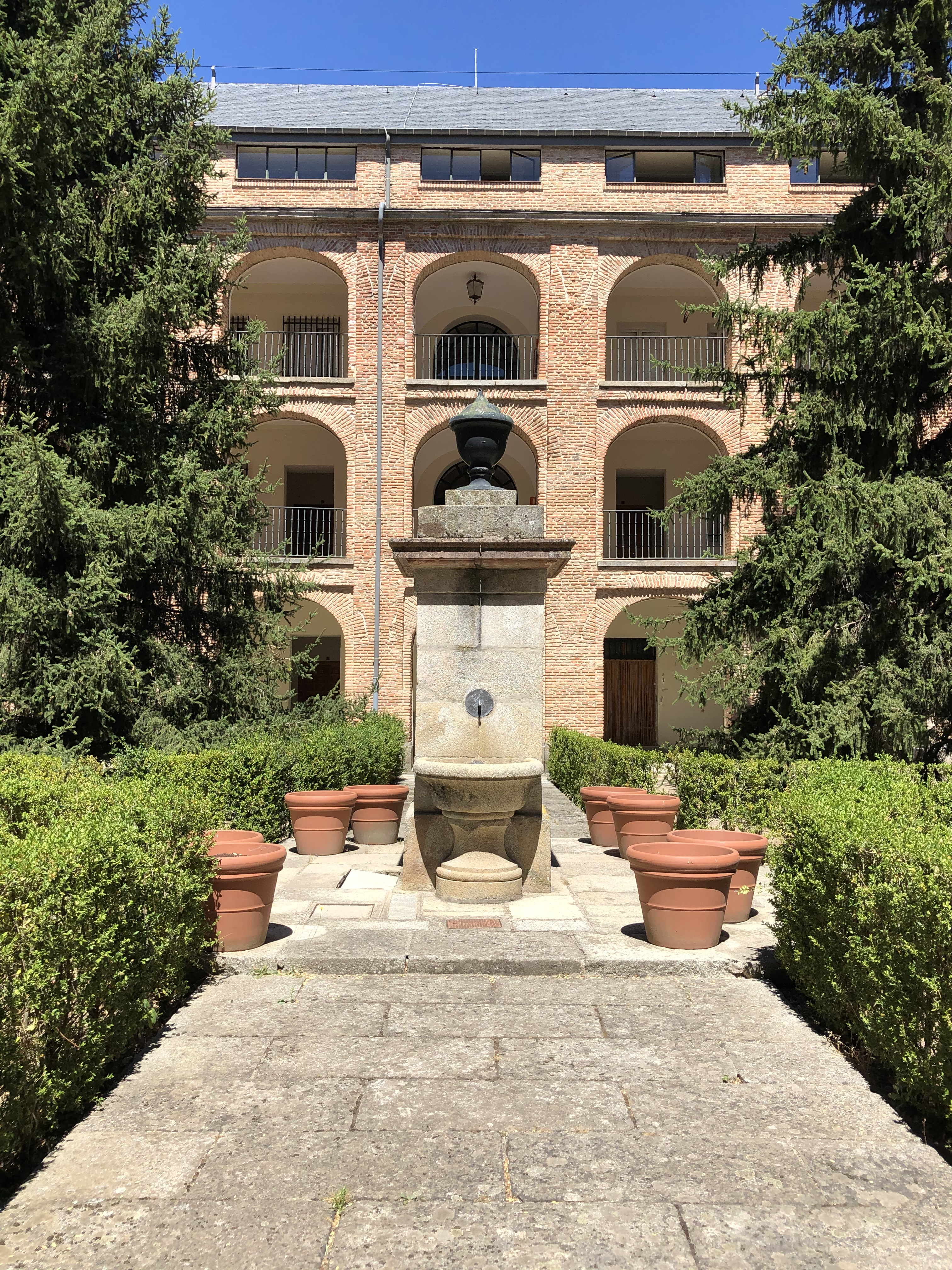
Vista de la fuente en el centro del patio.